# Schneemann (Maskottchen)
Schneemann war das offizielle Maskottchen der Olympischen Winterspiele 1976 im österreichischen Innsbruck. Es war das erste offizielle Maskottchen bei Olympischen Winterspielen.

## Beschreibung
Das Maskottchen stellte einen Schneemann, bestehend aus einem großen Schneeball mit Armen und Beinen dar, der mit schwarzen Augen, einer Karotte als Nase und einem roten Tirolerhut versehen war. Entworfen wurde die Figur von Walter Pötsch. Schneemann stand für das Motto Spiele der Einfachheit. Außerdem fungierte er als Glücksbringer, da die Veranstalter hofften, nicht wie bei den Olympischen Winterspielen in Innsbruck 12 Jahre zuvor mit extremen Schneemangel kämpfen zu müssen. Bei den Spielen 1976 gab es schließlich ausreichende Schneefälle.
Schneemann rief geteilte Reaktionen bei der Bevölkerung hervor, das Aussehen des Maskottchen kam oft sehr gut an, rief aber auch Kritiker auf den Plan. So urteilte zum Beispiel die Süddeutsche Zeitung, Schneemann hätte „bizarre Klumpfüße“. Das Maskottchen wurde für verschiedene Merchandising-Artikel verwendet und wurde ein finanzieller Erfolg.

## Sonstiges
Zu den Olympischen Winterspielen 1976 wurde exklusiv ein PEZ-Spender mit der Figur des Schneemann veröffentlicht. Dieses Modell gehört heute zu den seltenen Stücken unter den PEZ-Figuren und wird, je nach Zustand, zu hohen Preisen unter Sammlern gehandelt.